# 2026年夏季青年奧林匹克運動會
第四届夏季青年奧林匹克運動會（英語：IV Summer Youth Olympic Games）將於2026年10月31日至11月13日在塞內加爾首都達喀爾舉行。
原訂於2022年舉行，在第127屆IOC大會決議，從第四屆夏季青年奧運開始將青年奧運賽事移至非奧運年舉行，所以從2022年推延至2023年。但後來在2018年2月於韓國平昌舉辦的第132屆IOC大會上，又決定將舉辦日期改回2022年，國際奧委會亦表示強烈希望由非洲國家主辦此屆青奧會。
國際奧委會於2018年10月8日在阿根廷布宜諾斯艾利斯舉辦的第133屆IOC大會上全體一致投票決定第四屆夏季青年奧林匹克運動會的主辦城市為唯一的申辦城市——塞內加爾首都達喀爾，這也是奧林匹克運動會首次來到非洲大陸，2020年7月15日國際奧委會宣布因2019冠狀病毒病對於主辦國經濟等方面的衝擊，將該屆比賽延期至2026年舉行。

## 申辦過程

### 候選城市

#### 非洲
- 塞内加尔達喀爾

2018年2月6日，塞内加尔宣布了举办奥运会的兴趣。塞内加尔奥林匹克和体育委员会主席马马杜·恩迪亚耶说：“我们最近翻新或建造了很多体育设施和基础设施。”

### 未能進入候選城市

#### 非洲
- 嘉柏隆里

在博茨瓦纳首都和最大城市举办2014年非洲青年運動會之后，博茨瓦纳国家奥林匹克委员会已经考虑竞标其他比赛，如非洲田徑錦標賽、非洲游泳錦標賽。2023届夏季青年奥林匹克运动会。安哥拉总统拉薩納·帕倫弗提出了包括南非、博茨瓦纳和安哥拉在内的非洲联合竞标。
- 卢旺达吉佳利

2018年2月16日，卢旺达宣布将奥运会带给非洲的计划。

### 可能申辦城市

#### 亞洲
- 香港

中國香港體育協會暨奧林匹克委員會前任秘书长彭沖在2015年表示，2023届青年奥运会将是香港的完美之作。 他说，2009年东亚运动会表明该市可以举办成功的运动会，并补充说：“如果中国赢得了2022年冬季奥运会的举办权，我们还可以通过举办下一年的青年奥运会来加强体育在该地区的影响。”香港立法会曾於2010年否决香港申办2022年亞运会。

#### 歐洲
- 荷兰鹿特丹

鹿特丹奥德曼委员会将进行可行性研究，看看该市是否应该申办2023届青奥会。荷兰奥委会安德列胡主席说：“我们很高兴有这样一个热情的伙伴参加鹿特丹这个美丽的活动。”鹿特丹竞标2018年夏季青年奥运会，但未能成为候选人。
- 德国慕尼黑

左翼党和德国生态民主党(ODP)于2016年2月致函慕尼黑市长迪特尔·赖特，敦促调查是否可能申办青年奥运会。
- 俄罗斯喀山

鞑靼斯坦总统鲁斯塔姆·明尼哈诺夫支持2023在卡赞举行青年奥运会的提议。国家杜马关于体育、体育、旅游和青年事务的会议在鞑靼共和国首都举行。
- 匈牙利布达佩斯

#### 北美洲
- 美国纽约

### 放棄申辦城市
- 墨西哥蒙特雷

### 投票结果
| 2026年青年夏季奥运会申办投票结果 | 2026年青年夏季奥运会申办投票结果 | 2026年青年夏季奥运会申办投票结果 |
| 城市                             | 国家                             | 票数                             |
| -------------------------------- | -------------------------------- | -------------------------------- |
| 達喀爾                           | 塞内加尔                         | 全體一致通過                     |

## 場館和基礎設施
2026年青年奧運的場館將分布於達卡、加姆尼亞久和沙里等三個城市。

### 達卡
- 達卡奧運俱樂部 – 網球和其他室內項目 現有設施
- 達卡奧運游泳池 – 跳水、游泳和3x3籃球 現有設施
- Iba Mar Diop Stadium – 田徑、沙灘手球、足球和七人制橄欖球 現有設施
- 達卡國家角力館 – 角力和其他武藝運動 / 20,000 現有設施

### 加姆尼亞久
- 新主體育場 – 待定 / 50,000 新建
- 達卡體育館 – 室內運動 / 15,000 現有設施
- 達卡展覽中心 (5個廳) – 室內運動 新建
- Mbow大學 – 待定 新建
- Mbow大學青年奧運選手村 – 奧運選手村 新建

### 沙里
水上運動、沙灘運動和高爾夫將於此城市舉辦。

## 項目
2024年12月6日，国际奥委会执委会确认了该届夏季青奥会的比赛项目和运动员配额，根据2024年6月敲定的青奥会体育项目的新方案，决定保持所有35个國際單項運動總會聯合會正式参与2026年达喀尔奥运会，其中25个运动项目被列入比赛计划，10个项目将成为参与计划的一部分，并且25个运动大项中只选择其中一个分项。本届奥运会共设151个小项，低于2018年布宜诺斯艾利斯青年奥林匹克运动会的241个，其中男女项目各占72个，此外还有7个男女混合项目。武术首次成为青奥会正式比赛项目。
正式比赛项目（25个）：
- 田徑（詳細）（38）
- 游泳（詳細）（34）
- 射箭（詳細）（2+1）
- 羽球（詳細）（2+1）
- 三人籃球（詳細）（2）
- 拳擊（詳細）（10）
- 霹靂舞（詳細）（2）
- 公路自行车（詳細）（6+1）
- 马术（詳細）（跳跃）
- 擊劍（詳細）（6）
- 五人制足球（詳細）（2）
- 韻律體操（詳細）（2）
- 沙灘手球（詳細）（2）
- 柔道（詳細）（8）
- 赛艇（詳細）（2）（沿海赛艇）
- 七人制橄榄球（詳細）（2）
- 帆船（詳細）（6）
- 滑板（詳細）（2）
- 滑板（詳細）（2）（街头）
- 乒乓球（詳細）（2+1）
- 跆拳道（詳細）（10+1）
- 鐵人三項（詳細）（2+1）
- 沙灘排球（詳細）（2）
- 沙滩摔跤（詳細）（18）
- 武術（詳細）（4）

展示项目（10个）：
- 皮划艇（詳細）（4+1）
- 高爾夫（詳細）（2+1）
- 曲棍球（詳細）（2）
- 空手道（詳細）（6）
- 現代五項（詳細）（2+1）
- 射击（詳細）（4+2）
- 運動攀登（詳細）（2）
- 衝浪（詳細）（2）
- 網球（詳細）（4+1）
- 舉重（詳細）（12）

## 轉播媒體
- – JTBC[14]
- – JTBC[14]
- 泰國 – Plan B[15]

## 外部連結
| 前任： 布宜诺斯艾利斯 | 夏季青年奧林匹克運動會 主辦城市 2026 | 繼任： 未定 |